# HMS Freja (A221)
För andra betydelser, se Freja (olika betydelser).
HMS Freja (A221) var namnet på ett kyllastfartyg i den svenska marinens underhållsorganisation. Fartyget avsågs försörja främst kryssare av Tre Kronor-klass med proviant. När dessa avvecklades förlades fartyget i malpåse. Från 1975 användes fartyget som lagfartyg för 11. torpedbåtsdivisionen. Såldes till Malmö Stads kursverksamhet som skolfartyg. 1983 omdöpt till M/S Freja af Malmö. Omkring 1987/88 såldes hon till Medelhavet. Öde okänt.